# 阿爾特冰川
71°6′S 162°31′E / 71.100°S 162.517°E
阿爾特冰川（英語：Alt Glacier），是南極洲的冰川，位於維多利亞地的彭內爾海岸，全長7公里，流經鮑爾斯山脈的探險者山脈，最終在索薩山以北注入雷尼克冰川，現時由南極條約體系管理。